# Comuna de Mszana Dolna
Mszana Dolna (polaco: Gmina Mszana Dolna) é uma gminy (comuna) na Polónia, na voivodia de Pequena Polónia e no condado de Limanowski. A sede do condado é a cidade de Mszana Dolna.
De acordo com os censos de 2004, a comuna tem 16 358 habitantes, com uma densidade 96,3 hab/km².

## Área
Estende-se por uma área de 169,83 km², incluindo:
- área agrícola: 50%
- área florestal: 45%

## Demografia
Dados de 30 de Junho 2004:
|                      | Total   | Total | Mulheres | Mulheres | Homens  | Homens |
| -------------------- | ------- | ----- | -------- | -------- | ------- | ------ |
|                      | pessoas | %     | pessoas  | %        | pessoas | %      |
| População            | 16 358  | 100   | 7954     | 48,6     | 8404    | 51,4   |
| Densidade (pop./km²) | 96,3    | 100   | 46,8     | 46,8     | 49,5    | 49,5   |

De acordo com dados de 2002, o rendimento médio per capita ascendia a 1215,54 zł.

## Subdivisões
- Glisne, Kasinka Mała, Kasina Wielka, Lubomierz, Łętowe, Łostówka, Mszana Górna, Olszówka, Raba Niżna.

## Comunas vizinhas
- Dobra, Kamienica, Lubień, Mszana Dolna, Niedźwiedź, Pcim, Rabka-Zdrój, Wiśniowa